# Hochnissl
Hochnissl är ett berg i Österrike.   Det ligger i distriktet Schwaz och förbundslandet Tyrolen, i den västra delen av landet, 400 km väster om huvudstaden Wien. Toppen på Hochnissl är 2 547 meter över havet, eller 397 meter över den omgivande terrängen. Bredden vid basen är 3,7 km.
Terrängen runt Hochnissl är huvudsakligen bergig, men söderut är den kuperad. Närmaste större samhälle är Vomp, 6,2 km sydost om Hochnissl. 
Trakten runt Hochnissl består i huvudsak av gräsmarker. Runt Hochnissl är det ganska glesbefolkat, med 42 invånare per kvadratkilometer.